# Teorema de Barban–Davenport–Halberstam
Em Matemática, o Teorema de Barban–Davenport–Halberstam, é um enunciado sobre a distribuição dos números primos numa progressão aritmética. Sabe-se há tempos que números primos estão distribuídos igualmente, seguindo um padrão nestas progressões, porém com uma mesma diferença. Teoremas como o de Barban–Davenport–Halberstam dão estimativas de uma medida de erro (E) desta distribuição, determinando o quanto as mesmas são uniformes.
O teorema leva o nome dos matemáticos Mark Barban, Harold Davenport e Heini Halberstam.

## Enunciado
Seja a um co-primo a k e
{\displaystyle \vartheta (x;a,k)=\sum _{p<x\,;\,p\equiv a{\bmod {k}}}\log p\ }
é uma função-peso de contagem ponderada de primos em progressão aritmética côngruos a módulo k. Tem-se
{\displaystyle \vartheta (x;a,k)={\frac {x}{\varphi (k)}}+E(x;a,k)\ }
onde φ é a função totiente de Euler e o termo de erro E é pequeno se comparado com  x.  Toma-se a soma dos quadrados dos termos de erros
{\displaystyle G(x,Q)=\sum _{k<Q}\sum _{a{\bmod {k}}}E^{2}(x;a,k)\ .}
Então tem-se
{\displaystyle G(x,Q)=O(Qx\log x)+O(x\log ^{-A}x)\ }
para todo positivo A, onde O é a notação Grande-O de Landau.
Esta forma do teorema é devida a Gallagher.  O resultado de Barban é válido somente para {\displaystyle Q<x\log ^{-B}x} para algum B dependendo de A, e o resultado de Davenport–Halberstam é B = A + 5.